# Alma Hasun

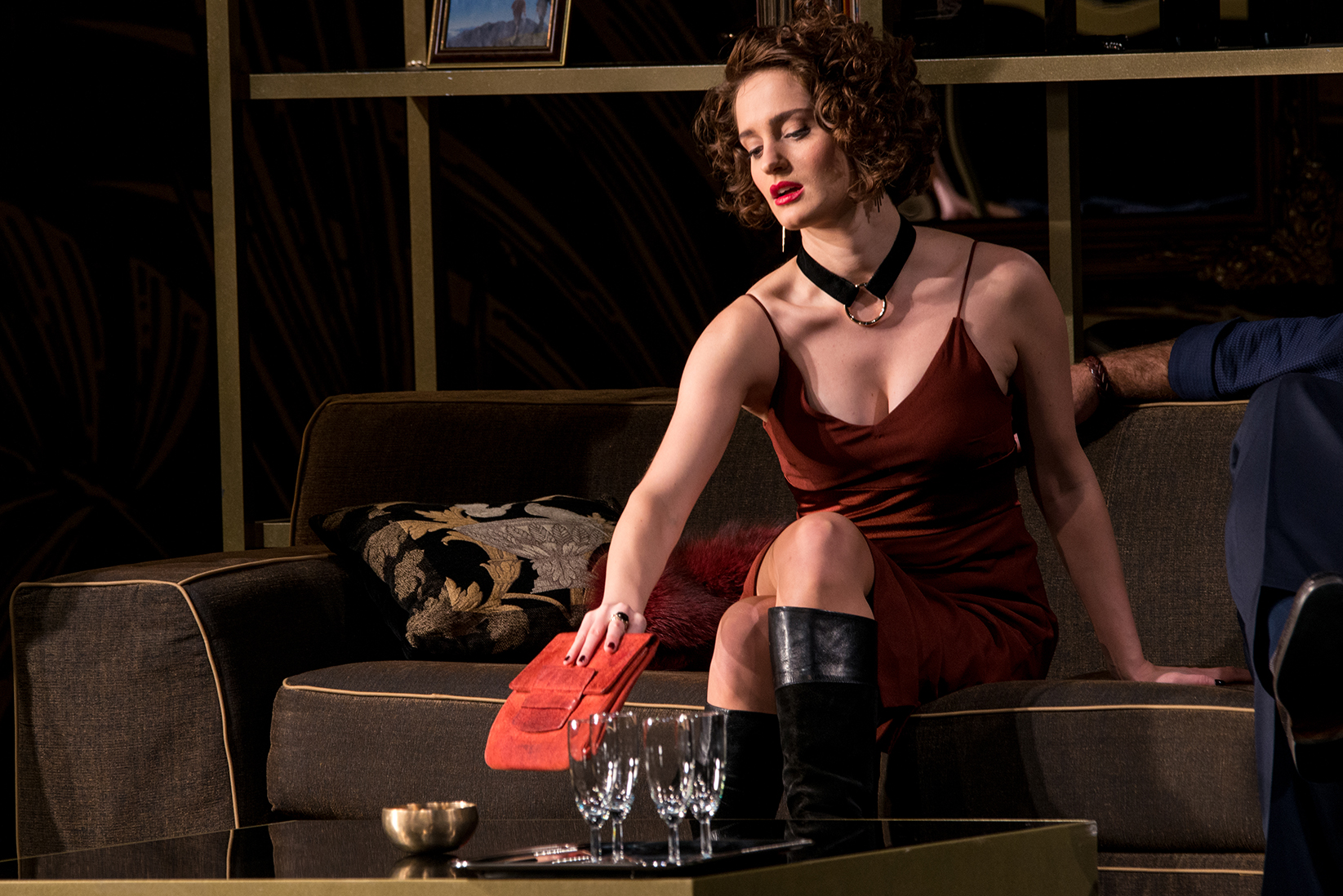
Alma Hasun (2016)

Alma Hasun (* 1989 in Wien) ist eine österreichische Schauspielerin.

## Leben
In Klosterneuburg aufgewachsen, hatte Alma Hasun bereits seit ihrer frühesten Jugend Ballett-, Jazzdance- und Klavierunterricht. Im Alter von 10 Jahren erhielt sie 1999 nach einem Casting ihre erste Theaterrolle, das Kind Amadé in der Uraufführung des Musicals Mozart im Theater an der Wien unter der Regie von Harry Kupfer. Hasun nahm daraufhin Schauspiel- und Gesangsunterricht und spielte während ihrer Schulzeit in verschiedenen Jugendtheaterproduktionen. Nach der Matura im Jahr 2009 studierte sie bis 2013 Schauspiel an der Konservatorium Wien Privatuniversität.
Seit Beendigung ihres Studiums ist sie Ensemblemitglied am Theater in der Josefstadt und gastierte am Theater an der Wien. Sie war als Marianne in Geschichten aus dem Wienerwald von Ödön von Horváth zu sehen, als Luise in Ferenc Molnárs Liliom, verkörperte die Christine in Arthur Schnitzlers Reigen, als Helene in Hofmannsthals Komödie Der Schwierige oder spielte in den auf den gleichnamigen Filmen basierenden Stücken Das Interview und Wie im Himmel.
Auch ihr Filmdebüt gab Hasun schon als Jugendliche. 2002 sah man sie zum ersten Mal in dem Film Ein himmlisches Weihnachtsgeschenk, 2004 folgte eine Rolle in dem Wiener Tatort Der Wächter der Quelle. Seit Beginn der 2010er Jahre dreht sie regelmäßig für das Fernsehen, so hatte sie wiederkehrende Charaktere in den Serien Die Lottosieger und SOKO Wien, SOKO Kitzbühel und Vorstadtweiber und war darüber hinaus in der internationalen Kinoproduktion Die Frau in Gold zu sehen.
Alma Hasun lebt in Wien.

## Filmografie
- 2002: Ein himmlisches Weihnachtsgeschenk (Fernsehfilm)
- 2004: Tatort – Der Wächter der Quelle
- 2005: SOKO Wien (9 Folgen als Trischa Wiedner)
- 2009–2011: Die Lottosieger (Fernsehserie, 8 Folgen als Nikola Karbach)
- 2010: Meine Zeit wird kommen – Gustav Mahler in den Erinnerungen von Natalie Bauer-Lechner
- 2010: Tatort – Glaube, Liebe, Tod
- 2010: SOKO Kitzbühel – Die letzte Chance
- 2011: Schnell ermittelt – Sr. Margarete Laub
- 2011: Das Wunder von Kärnten
- 2012: SOKO Wien – Familienbande
- 2013: SOKO Kitzbühel – Eine offene Rechnung
- 2013: Karl der Große
- 2013: Geschichten aus dem Wienerwald
- 2015: Die Frau in Gold (Woman in Gold)
- 2017: Anna Fucking Molnar
- 2018: Die Muse des Mörders
- 2018: Monolink – Swallow
- 2019: Vienna Blood – Die letzte Séance
- 2020: Letzter Wille (Fernsehserie) – Bande
- 2021–2022: Vorstadtweiber (Fernsehserie)
- 2021: Der Kirschgarten
- 2022: Corsage
- 2024: Die Herrlichkeit des Lebens
- 2025: Die Vorkosterinnen (Le assaggiatrici)